# Zračna luka Pajam
Zračna luka Pajam (IATA kod: QKC, ICAO kod: OIIP) smještena je u gradu Karadžu u sjevernom dijelu Irana odnosno Alborškoj pokrajini. Nalazi se na nadmorskoj visini od 1271 m. Zračna luka ima jednu asfaltiranu uzletno-sletnu stazu dužine 4150 m, a koristi se za prijevoz tuzemnog i inozemnog tereta. Zračna luka izgrađena je 1990. godine, no službeno je otvorena sedam godina kasnije.

## Vanjske poveznice
- (perz.) Službene stranice Zračne luke Pajam  Arhivirana inačica izvorne stranice od 19. veljače 2018. (Wayback Machine)
- (engl.) [neaktivna poveznica]
- (engl.) DAFIF, Great Circle Mapper: QKC